# Pedro de Alba (músico)
Pedro de Alba o Alva (fl. 1570-1601) fue un compositor y maestro de capilla español.

## Vida
Se desconocen los datos biográficos de Pedro de Alba anteriores a 1570. En enero de ese año el magisterio de la Catedral de Oviedo había quedado vacante por la jubilación de Pedro Portillo por razones de salud. Se convocaron unas oposiciones en las que quedó ganador Pedro de Alba. Las actas capitulares ovetenses mencionan que procedía de Palencia, no dejando claro si era originario de la ciudad o si se encontraba allí trabajando. No permanecería en Oviedo mucho tiempo, ya que en septiembre de 1572 fue nombrado maestro de capilla de la Catedral de Burgos. La vacante en Oviedo no fue cubierta inicialmente, quedando ocupada de forma interina por Toribio de la Ribera (1573-1579) y Melchor de Argüelles (1581). El maestro Alba se ofreció en 1580 a regresar a su cargo en Oviedo si el cabildo le concedía un aumento de salario, pero el capítulo ignoró el ofrecimiento. El magisterio ovetense quedaría vacante hasta 1581, cuando, tras un largo pleito con Alonso Puro, el cargo quedó en manos de Juan Esquivel de Barahona.
Durante su corta estancia en Oviedo, el mismo año en que había conseguido el magisterio, Pedro de Alba se presentó sin éxito a las oposiciones para el mismo cargo en la Catedral de Santiago de Compostela, uno de los más prestigiosos de España, que había quedado vacante tras el fallecimiento de Francisco de Logroño. En las oposiciones Alba se enfrentó a Jácome de Aguilar, que se presentaba en representación de Francisco de Velasco, maestro de capilla de la Catedral de Calahorra; Roque de Salamanca, capellán de la Catedral de Salamanca; Alonso de Tejeda, cantor de la diócesis de Zamora, que acudió en sustitución de su maestro, el enfermo Rodrigo Ordóñez, maestro de capilla de la Catedral de Zamora; y un tal Carranza, vecino de Orense. Se votó el 12 de julio de 1571 y Velasco salió como ganador.
En 1572 el papa Pío V concedió una canonjía al maestro de capilla en Burgos. El hecho implicaba que el maestro no podía ser un seglar, lo que representaba un problema, ya que Andrés de Villalar, el titular del cargo, estaba casado. El cabildo comunicó a Villalar que debía dejar el cargo, pero que podía mantenerlo mientras se buscaba un candidato adecuado, además de darle una ayuda de costa para que pudiera buscar otro puesto. Se convocaron oposiciones, de las que salió ganador Pedro de Alba.
Alba comenzó a ejercer su cargo el 27 de octubre de 1572, pero no comenzó a disfrutar de la canonjía hasta el 3 de abril de 1573, cuando se comprobó que sus papeles estaban en regla. Enseguida comenzaron los problemas cuando Alba solicitó «tener antigüedad», es decir, ir ascendiendo en la organización según iban falleciendo los canónigos más antiguos. Desgraciadamente no era posible, ya que el cargo creado por el papa decretaba expresamente que el maestro de capilla no debía tener ni voz, ni voto y que no tuviese antigüedad. Poco después comenzaron las quejas de que no enseñaba a los infantes del coro de forma adecuada y un tercer problema apareció cuando se informó a Alba que había que descontar una «pensión» de su sueldo para mantener a cuatro infantes del coro. El pleito fue largo y complicado, mezclándose otros racioneros que defendían sus derechos. En junio de 1578 se pidió directamente al Papa que interviniera y en octubre de ese año se decidió despedir al maestro. El maestro Alba apeló primero en los tribunales de Burgos y luego en la Chancillería de Valladolid, que sentenció en noviembre de 1578 a favor del maestro. También el obispo se puso de parte del maestro de capilla, por lo que el cabildo tuvo que retirar todos los autos en contra de Alba y tuvo que devolverle todo el dinero que le había quitado durante el pleito.
Pedro de Alba debió fallecer antes del 8 de enero de 1600, puesto que ese día el cabildo anexó el canonicato para el maestro de capilla y en los días siguientes se leyó su testamento. Dejó parte de su dinero a los infantes del coro y para los maitines de la catedral. No parece que tanto el cabildo como el maestro guardaron rencor por los pleitos, pero el cabildo tampoco alaba al maestro o su trabajo en las actas. En cambio, le concedió a menudo permiso para volver a su tierra sin problemas, tierra que por cierto no debía estar muy lejos, ya que los permisos eran de 20 días.

## Obra
Pedro de Alba fue un destacado miembro de la escuela de polifonía andaluza.
No ha sobrevivido más que una composición del maestro Alba, en la Catedral de Valladolid un Veni Creator a cuatro voces. El Oh admirable Sacramento que se conserva en la Catedral de Plasencia y atribuido a Alba, no parece ser de su autoría. Los tres motetes que menciona el Diccionario de música Labor como publicados por Eslava no existen.